# Leleco Pimentel
Leleco Pimentel (Guaraciaba), é um político brasileiro, filiado ao PT. Nas eleições de 2022, foi eleito deputado estadual por MG.